# Bagrévand
Bagrévand est une ancienne province de l'Arménie historique, aujourd'hui située en Turquie orientale. Le Bagrévand est au centre de l'Arménie historique,. 
Le théologien arménien Eznik de Kolb est évêque du Bagrévand au Ve siècle,.
Les Mamikonian, qui sont au VIIe siècle et au début du VIIIe siècle au premier rang des féodaux arméniens, perdent ensuite du terrain et se replient sur leur province du Bagrévand. Les Mamikonian dirigent le Bagrévand jusqu'à ce qu'ils perdent la bataille de Bagrévand, écrasés par les Arabes contre lesquels ils s'étaient révoltés. Ceux d'entre eux qui subsistent ensuite au Bagrévand n'ont plus qu'une importance secondaire. 
Au VIIIe siècle, le monastère Saint-Grégoire à Bagrévand est décrit comme étant très riche.